# Ван дер Платсен, Томас
Томас ван дер Платсен (род. 24 декабря 1990, Гент, Фламандский регион) — бельгийский легкоатлет, который специализируется в десятиборье. Чемпион Европы среди юниоров 2009 года. Победитель Универсиады 2013 года с личным рекордом — 8164 очков. Чемпион Бельгии 2011 года в прыжках с шестом с результатом 5,25 м.

## Достижения
- 13-е место на чемпионате мира 2011 года — 8069 очков
- 6-е место на чемпионате Европы 2011 года в семиборье — 6020 очков